# 썬번 (1979년 영화)
《썬번》(Sunburn)은 미국에서 제작된 리처드 C. 사라피안 감독의 1979년  영화이다. 파라 포셋 등이 주연으로 출연하였고 존 델리 등이 제작에 참여하였다.
이 영화는 1979년 8월 10일 파라마운트 픽처스에 의해 개봉되었다.

## 출연

### 주연
- 파라 포셋
- 찰스 그로딘

### 조연
- 아트 카니
- 조안 콜린스
- 윌리엄 다니엘스
- 존 힐러먼
- 엘레노 파커

## 기타
- 원작자: 스탠리 엘린
- 의상: 모스 마브리